# Grammonota inusiata
Grammonota inusiata is een spinnensoort in de taxonomische indeling van de hangmatspinnen (Linyphiidae).
Het dier behoort tot het geslacht Grammonota. De wetenschappelijke naam van de soort werd voor het eerst geldig gepubliceerd in 1933 door Bishop & Crosby.